# 印卡瓦甘薩山
10°09′41″S 77°19′05″W / 10.16139°S 77.31806°W
印卡瓦甘薩山（Inca Huagansa），是秘魯的山峰，位於該國北部安卡什大區，由博洛涅西省的卡哈凱區負責管轄，屬於安地斯山脈的一部分，海拔高度4,000米。